# Ligne de Fülöpszállás à Kecskemét
La Ligne de Fülöpszállás à Kecskemét ou ligne 152 est une ligne de chemin de fer de Hongrie. Elle relie Fülöpszállás à Kecskemét.